# یواس‌اس ولچ (پی‌جی-۹۳)
یواس‌اس ولچ (پی‌جی-۹۳) (به انگلیسی: USS Welch (PG-93)) یک کشتی بود که طول آن 164 ft 6 in بود. این کشتی در سال ۱۹۶۸ ساخته شد.